# OL Lyonnes
Olympique Lyonnais Féminin ofte kaldt Olympique Lyon, Lyon eller bare OL) er en fransk fodboldklub for kvinder, baseret i Lyon. Det er den mest succesrige klub i Première Ligues historie med fjorten ligatitler. Klubben har været kvindeafdelingen af Olympique Lyon siden 2004 og spiller til daglig i Première Ligue samt UEFA Women's Champions League. Holdet anses for at være blandt de absolutte største, mest prestigefyldte og suverænt bedste kvindefodboldklubber i verden.
Klubben blev dannet som kvindeafdelingen til FC Lyon i 1970. I 2004 blev holdet så en del af storklubben Olympique Lyonnais. Siden de kom til Lyon, har kvindernes afdeling vundet den bedste franske kvindelige fodboldrække Première Ligue hele 18. gange og Coupe de France féminine ti gange. Lyon nåede for første gang semifinalerne i 2007-08-udgaven af UEFA Women's Cup og kvalificerede sig 2009-20-sæsonen til finalen i turneringen der gik under det nye navn UEFA Women's Champions League, hvor de dog tabte til den tyske storklub Turbine Potsdam 7-6 efter straffeparksafgørelse. I den efterfølgende sæson vandt klubben så for første gang Champions League og besejrede der selvsamme Turbine Potsdam 2-0 i CL-finalen. Det forsvarede ligeledes deres deres titel i 2012 og hvor de besejrede den anden tyske storklub 1. FFC Frankfurt i finalen.
I årene 2016 til 2020 vandt holdet fem gange i træk Champions League-trofæet, hvilket svarer til herreholdet Real Madrids rekord. Målmanden Sarah Bouhaddi, angriberen Eugénie Le Sommer og forsvarsspilleren Wendie Renard er de mest vindende, med i alt otte Champions League-titler, hvilket er mere end Cristiano Ronaldo som er den mest vindende CL-vinder med 5 titler.
Lyons ubestridte største rival er hovedstadsklubben Paris Saint-Germain Féminines, hvor hver kamp de spiller betegnes som "Classique féminin". Paris-klubben er også holdets største konkurrent i den hjemlige liga, da de er endt på andenpladsen i Division 1 Féminine syv gange, i de selvsamme sæsoner som Lyon vandt ligaen. De har desuden vundet fem Coupe de France-finaler mod Paris. I 2017 nåede begge hold UEFA Women's Champions League 2016-17-finalen, hvor Lyon slog Paris efter straffesparkskonkurrence og vandt sin fjerde titel. I Division 1 Féminine 2020-21-sæsonen vandt PSG ligaen for første gang, efter Lyons 14 år lange mesterskabshistorik.

## Hæder
- UEFA Women's Champions League
  - Vindere: (8) 2010-11, 2011-12, 2015–16, 2016–17, 2017–18, 2018–19, 2019–20, 2021–22, 2022–23 (rekord)
  - Finalist: 2009-10, 2012-13
- Division 1 Féminine
  - Vindere: (15) 2006–07, 2007–08, 2008–09, 2009–10, 2010–11, 2011–12, 2012–13, 2013–14, 2014–15, 2015–16, 2016–17, 2017–18, 2018–19, 2019-20, 2021/22, 2022/23 (rekord)
- Coupe de France Féminine
  - Vindere: (9) 2007–08, 2011–12, 2012–13, 2013–14, 2014–15, 2015–16, 2016–17, 2018–19, 2019—20
- Trophée des Championnes
  - Vindere: (1) 2019

## Spillere

### Aktuel trup
Oversigten er opdateret til og med 24. juli 2025.
| Nr. | Land     | Position | Spiller                 |
| --- | -------- | -------- | ----------------------- |
| 1   | Chile    | MM       | Christiane Endler       |
| 3   | Frankrig | FO       | Wendie Renard (anfører) |
| 4   | Frankrig | FO       | Selma Bacha             |
| 5   | Sverige  | FO       | Elma Junttila Nelhage   |
| 6   | Haiti    | MI       | Melchie Dumornay        |
| 7   | Frankrig | MI       | Amel Majri              |
| 8   | USA      | MI       | Korbin Albert           |
| 9   | Frankrig | AN       | Marie-Antoinette Katoto |
| 11  | Frankrig | AN       | Kadidiatou Diani        |
| 12  | Canada   | FO       | Ashley Lawrence         |
| 13  | Holland  | MI       | Damaris Egurrola        |
| 14  | Norge    | AN       | Ada Hegerberg           |
| 15  | Norge    | MI       | Ingrid Syrstad Engen    |
| 16  | Frankrig | MM       | Féerine Belhadj         |
| 18  | Frankrig | FO       | Alice Sombath           |
| 19  | Frankrig | MI       | Julie Swierot           |

| Nr. | Land       | Position | Spiller           |
| --- | ---------- | -------- | ----------------- |
| 20  | USA        | MI       | Lily Yohannes     |
| 21  | Australien | MM       | Teagan Micah      |
| 22  | Malawi     | AN       | Tabitha Chawinga  |
| 23  | Danmark    | FO       | Sofie Svava       |
| 25  | Frankrig   | MI       | Inès Benyahia     |
| 26  | USA        | MI       | Lindsey Heaps     |
| 27  | Frankrig   | AN       | Vicki Bècho       |
| 28  | Frankrig   | FO       | Wassa Sangaré     |
| 29  | Tyskland   | AN       | Jule Brand        |
| 31  | Frankrig   | AN       | Liana Joseph      |
| 32  | Frankrig   | MI       | Maeline Mendy     |
| 33  | Brasilien  | FO       | Tarciane          |
|     | Frankrig   | FO       | Maïssa Fathallah  |
|     | Norge      | MI       | Elida Kolbjørnsen |
|     | Frankrig   | AN       | Sofia Bekhaled    |

### Notable forhenværende spillere
| Franske - Sonia Bompastor - Louisa Necib - Laura Georges - Amandine Henry - Elise Bussaglia - Hoda Lattaf - Ève Périsset - Delphine Blanc - Sabrina Viguier - Sandrine Brétigny - Sandrine Dusang - Delphine Blanc - Laure Lepailleur - Laëtitia Tonazzi - Mélissa Plaza - Céline Deville - Claire Morel Amerikanske - Lorrie Fair - Megan Rapinoe - Hope Solo - Aly Wagner - Christie Welsh - Alex Morgan - Morgan Brian | Brasilianske - Kátia - Rosana - Simone Kinesiske - Fei Wang Costa Ricanske - Shirley Cruz Traña Danske - Dorte Dalum Jensen - Line Røddik Hansen Engelske - Lucy Bronze - Alex Greenwood - Isobel Christiansen Hollandske - Shanice van de Sanden Japanske - Shinobu Ohno - Ami Otaki Nigerianske - Cynthia Uwak | Norske - Christine Colombo Nilsen - Isabell Herlovsen - Bente Nordby - Ingvild Stensland - Andrea Norheim Svenske - Amelie Rybäck - Lotta Schelin - Caroline Seger Schweiziske - Lara Dickenmann Russiske - Irina Grigorieva Tysk - Josephine Henning - Pauline Bremer Walisiske - Jess Fishlock |

## Olympique Lyonnais i europæiske turneringer
| 2007-08 |  | Sarajevo 1          | Kolbotn 1           | Arsenal        | Umeå                |                     |
| 2008-09 |  |                     | Neulengbach 1       | Verona         | Duisburg            |                     |
| 2009-10 |  | Mašinac Niš         | Fortuna Hjørring    | Torres Sassari | Umeå                | Turbine Potsdam     |
| 2010-11 |  | Alkmaar Zaanstreek  | Rossiyanka Khimki   | Zvezda Perm    | Arsenal             | Turbine Potsdam     |
| 2011-12 |  | Olimpia Cluj-Napoca | Sparta Prag         | Brøndby        | Turbine Potsdam     | Frankfurt           |
| 2012-13 |  | Vantaa              | Zorky Krasnogorsk   | Rosengård      | Juvisy-sur-Orge     | Wolfsburg           |
| 2013-14 |  | Twente              | Turbine Potsdam     |                |                     |                     |
| 2014-15 |  | Brescia             | Paris Saint-Germain |                |                     |                     |
| 2015-16 |  | Medyk Konin         | Atlético Madrid     | Slavia Prag    | Paris Saint-Germain | Wolfsburg           |
| 2016-17 |  | Avaldsnes           | FC Zürich           | Wolfsburg      | Manchester City     | Paris Saint-Germain |

1 Gruppespil. Highest-ranked eliminated team in case of qualification, lowest-ranked qualified team in case of elimination.

## Stadion
- Navn: Groupama OL Training Center
- By: Lyon, Frankrig
- Adresse: 104 Rue Sully, 69150 Décines-Charpieu, Frankrig
- Kapacitet: 1.524 tilskuere

## Danskere spillere i klubben
- Signe Bruun (2021-)
- Line Røddik Hansen (2016)